# سلطة أوليفيه

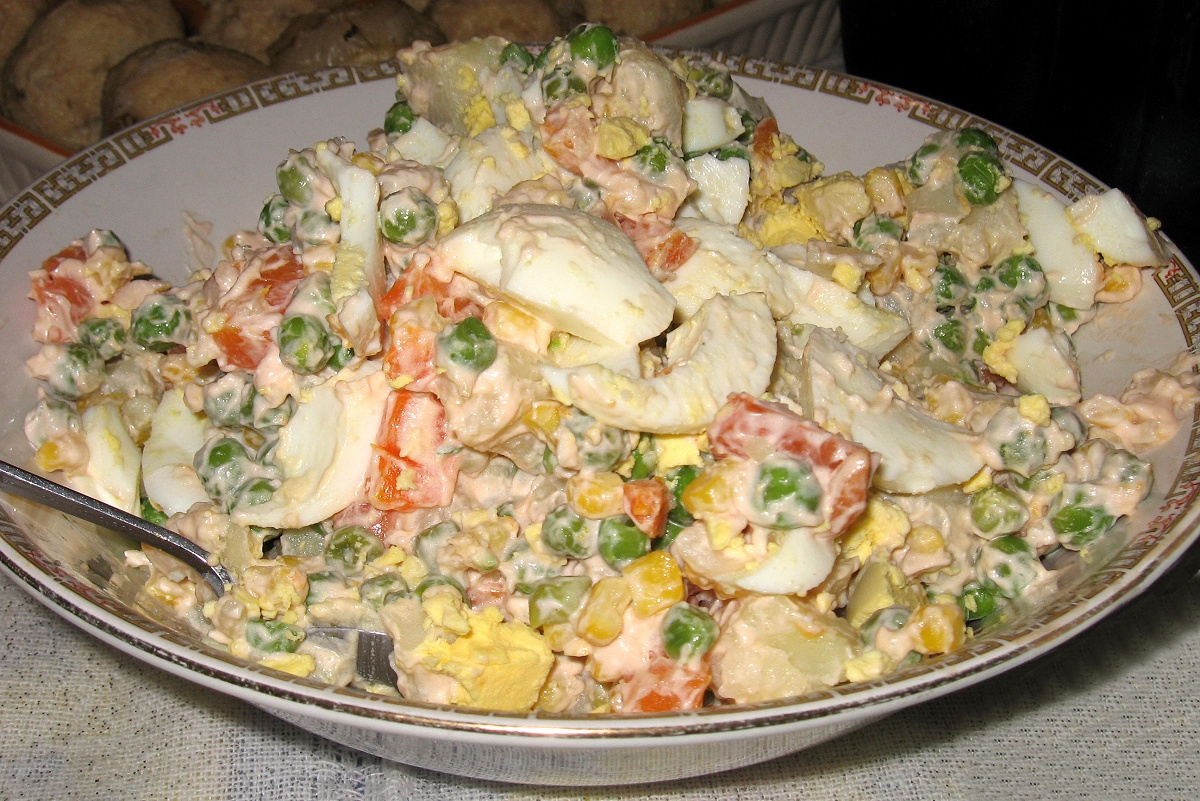
طبق من سلطة "اوليفيه".

سلطة اوليفيه (بالروسية: Салат Оливье) المعروفة في الدول الأخرى بالسلطة الروسية، هي سلطة منتشرة في روسيا ودول الكتلة الشرقية.

## وصف
تعتبر سلطة «اوليفيه»، طبقا تقليديا في عيد رأس السنة وفي روسيا كلها. إلا أنها بشكلها المعاصر ظهرت في المبطخ الروسي منذ وقت غير طويل.
ترتبط تسمية هذه السلطة باسم الطباخ الفرنسي لوسيان أوليفيه الذي كان في بداية الستينات من القرن التاسع عشر يملك مطعما في موسكو. وكان مطعمه «ارميتاج» معروفا باعتباره أحد أفضل المطاعم في روسيا، حيث كان يقدم لزواره شتى المأكولات الفرنسية.
عمل الطباخ الفرنسي في صنع سلطة «اوليفيه» والمقاديرالمكونة منها بنفسه ولكنه حمل سر مقاديرها وطريقة تحضيرها حتى وافاه الاجل.
وادرجت في عام 1897 الطباخة الروسية المعروفة بيلاغيا ألكسندروفا-إيغناتييفا وصفة سلطة «أوليفيه» في كتابها «تعليم أصول فن الطبخ».
واختلفت طريقة عمل هذه السلطة في العقود اللاحقة نظرا للتغييرات الكثيرة في المجتمع وذلك لتبسيطها وجعلها مقبولة وسهلة المنال للمواطن السوفيتي ذي الدخل المتوسط. فتم استبدال أنواع اللحوم العالية التكلفة في السلطة بقطع السجق المسلوقة (الصوصج أو المارتيديلا اوصدر الدجاج)، واستبدل لحم السرطان النهري بالجزر المسلوق، أما الزيتون فحلت محله البازلاء الخضراء.

## المقادير وطريقة العمل
المقادير
- حبتا بطاطس
- جزرتان
- خيار طازج أو مملح أو مخلل (أو ممكن استخدام النوعين، حسب الرغبة)
- مائة وخمسون غرام من السجق أو لحم الدجاج المسلوق
- ثلاثون غرام من البصل الأخضر
- بيضتان
- مائة غرام من البازيلا (ممكن المُعلَّبة)
- شبت طازج
- ملح
- صلصلة المايونيز

طريقة العمل
نسلق الجزر والبطاطس والبازلاء (إذا كانت مُعلَّبة فهي لاتحتاج إلى السلق) والبيض كلٍ على حدة ويترك حتى يبرد ومن ثم نقشر الجزر والبطاطس والبيضتين.
بعد ذلك نقطعها كلها إلى مربعات صغيرة ونضعها في وعاء عميق وثم نقطع الخيار إلى مربعات والبصل الأخضر ونضيفهما إلى الوعاء. نضيف الشبت بعد تقطيعه ومن ثم المايونيز والملح حسب الرغبة، نستعمل الملعقة لخلط المواد مع المايونيز بصورة جيدة، ويترك ليبرد في الثلاجة.